# Rhanidophora septipunctata
Rhanidophora septipunctata là một loài bướm đêm trong họ Noctuidae.